# Ziegelhütte (Markt Erlbach)
Ziegelhütte ist ein Gemeindeteil des Marktes Markt Erlbach im Landkreis Neustadt an der Aisch-Bad Windsheim (Mittelfranken, Bayern). Ziegelhütte liegt in der Gemarkung Kotzenaurach.

## Geografie
Die Einöde liegt am Ulsenbach, einem linken Zufluss der Zenn. 0,3 km südlich des Ortes liegt das Flurgebiet Im Lerchenfeld, 0,5 km nördlich das Schlegelgründel, 0,5 km südöstlich das Waldgebiet Reisach. Eine Gemeindeverbindungsstraße führt nach Oberulsenbach zur Staatsstraße 2255 (0,7 km westlich) bzw. am Knochenhof vorbei nach Haidt (1,1 km östlich).

## Geschichte
Gegen Ende des 18. Jahrhunderts gab es in Ziegelhütte ein Anwesen. Das Hochgericht übte das brandenburg-bayreuthische Stadtvogteiamt Markt Erlbach aus. Das Anwesen hatte die Herrschaft Wilhermsdorf als Grundherrn.
Von 1797 bis 1810 unterstand der Ort dem Justizamt Markt Erlbach und Kammeramt Neuhof. Im Rahmen des Gemeindeedikts wurde Ziegelhütte dem 1811 gebildeten Steuerdistrikt Buchklingen und der 1813 gebildeten Ruralgemeinde Buchklingen zugeordnet. 1815 wurde es in die neu gegründete Ruralgemeinde Kappersberg umgemeindet. Sie unterstand dem Landgericht Markt Erlbach. Die freiwillige Gerichtsbarkeit und die Polizei hatte jedoch das Patrimonialgericht Wilhermsdorf bis 1839 inne. Am 9. November 1824 wurde es in die neu gegründete Gemeinde Kotzenaurach umgemeindet. Am 1. Juni 1968 wurde Ziegelhütte nach Markt Erlbach eingemeindet.

## Einwohnerentwicklung
| Jahr      | 001818 | 001840 | 001861 | 001871 | 001885 | 001900 | 001925 | 001950 | 001961 | 001970 | 001987 | 002017 | 002023 |
| Einwohner | 4      | 4      | 6      | 5      | 4      | 5      | 6      | 9      | 5      | 4      | 3      | *3     | *1     |
| Häuser    | 1      | 1      |        |        | 1      | 1      | 1      | 1      | 1      |        | 1      |        |        |
| Quelle    | [ 9 ]  | [ 10 ] | [ 11 ] | [ 12 ] | [ 13 ] | [ 14 ] | [ 15 ] | [ 16 ] | [ 17 ] | [ 18 ] | [ 19 ] |        | [ 1 ]  |

## Religion
Der Ort ist evangelisch-lutherisch geprägt und bis heute nach St. Kilian (Markt Erlbach) gepfarrt. Die Katholiken gehören zur Kirchengemeinde Maria Namen (Markt Erlbach), die ursprünglich eine Filiale von St. Michael (Wilhermsdorf) war und seit 2019 eine Filiale von St. Johannis Enthauptung (Neustadt an der Aisch) ist.